# Simon Prescott
Simon Prescott (New York, 29 maggio 1936) è un attore statunitense, conosciuto soprattutto per i suoi lavori come doppiatore di anime e videogiochi.

## Doppiaggio

### Anime
- Akira - The Doctor (Animaze dub)
- Argento Soma - Air Force Official A, Scientist A
- Bastard!! - Great Priest Goe Note Soto
- Casshan
- Cowboy Bebop - Doctor, Doohan
- Cyborg Soldier 009 - Professor Isaac Gilmore
- Dogtanian and the Three Muskehounds - Re Luigi XIII
- Ghost in the Shell: Stand Alone Complex - Old Man
- Metropolis - Dr. Laughton
- Mobile Suit Gundam movies - Degwin Sodo Zabi
- Mobile Suit Gundam 0083: Stardust Memory - Eiphar Synapse
- Mobile Suit Gundam F91 - Meitzer Ronah
- Outlaw Star - Old Tao Master
- Paranoia Agent - Goro Inukai
- Red Hawk: Weapon of Death - Lord Seobong (Animaze 1998 dub)
- Rurouni Kenshin - Aritomo Yamagata
- Samurai Champloo - Heitarou Kawara
- Street Fighter Alpha: Generations - Old Master
- Teknoman - Darkon, Conrad Carter
- Transformers: Robots in Disguise - Dr. Hikasye

### Live-Action
- Power Rangers: Lost Galaxy - Loyax

### Videogiochi
- .hack//Mutation - Voce aggiuntiva
- .hack//Outbreak - Voce aggiuntiva
- Ape Escape: Pumped & Primed - Professor
- The Bouncer - Wong Leung
- Brave Fencer Musashi - Additional Voices
- Dark Reign 2 - Ordic
- Heavy Gear II - Petrus
- Heroes of Might and Magic III: The Restoration of Erathia
- Lords of Everquest - Additional Voices
- Might and Magic VII: For Blood and Honor
- Might and Magic IX
- Nano Breaker - Norman Baker (uncredited)
- Star Trek: Judgment Rites - Bivander Zane, Uhland, Tuskin
- Stonekeep - Torin, Gargoyle
- Total Overdose: A Gunslinger's Tale in Mexico - Cesar Morales, Papa Muerte